# Eden (Contea di Iowa, Wisconsin)
Eden è un comune degli Stati Uniti, situato in Wisconsin, nella Contea di Iowa.